# Дескриптивна студија
Дескриптивна студија је форма истраживања у којој се субјекти или ситуације посматрају без утврђивања каузалних односа. Сврха је опис и одређивање ситуације. Дескриптивне студије укључују студије случаја, истраживања мишљења и ставова, критичке квалитативне/квантитативне извештаје и сл.